# Sandro
Sandro  è un nome proprio di persona italiano maschile.

## Varianti
- Maschili
  - Alterati: Sandrino
- Femminili: Sandra

### Varianti in altre lingue
- Albanese: Skender[1]
- Croato: Sandi[1]
- Danese: Sander[1]
- Finlandese: Santeri[1], Santtu[1]
- Inglese: Xander[1], Zander[1]
- Ligure: Sandro, Lusciandro[2]
- Norvegese: Sander[1]
- Olandese: Sander[1], Xander[1]
- Portoghese: Xandinho[1], Xande[1]
- Rumeno: Sandu[1]
- Sloveno: Sandi[1]
- Svedese: Sander[1]
- Ungherese: Sanyi[1]

## Origine e diffusione
Si tratta di una forma ipocoristica del nome Alessandro, o, più raramente, di Cassandro, Lisandro e altri nomi simili. Questa stessa origine è condivisa anche dal nome Sandy.
La forma Xander venne resa celebre, nei paesi di lingua inglese, grazie al personaggio di Xander Harris della serie televisiva Buffy l'ammazzavampiri.

## Onomastico
Non vi sono santi né beati che portano questo nome, che quindi è adespota; l'onomastico si può festeggiare lo stesso giorno del nome Alessandro.

## Persone

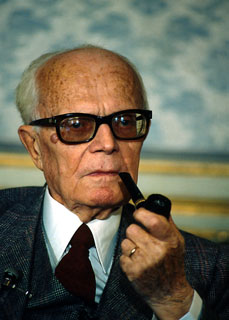
Sandro Pertini

- Sandro Acerbo, attore, doppiatore, dialoghista e direttore del doppiaggio italiano
- Sandro Bolchi, regista italiano
- Sandro Bondi, politico italiano
- Sandro Botticelli, pittore italiano
- Sandro Ciotti, giornalista, calciatore, radiocronista e telecronista sportivo e musicale italiano
- Sandro Giacobbe, cantautore italiano
- Sandro Mazzola, calciatore e dirigente sportivo italiano
- Sandro Penna, poeta italiano
- Sandro Pertini, politico, giornalista e partigiano italiano
- Sandro Ruffini, attore e doppiatore italiano
- Sandro Veronesi, scrittore italiano

### Variante Sander

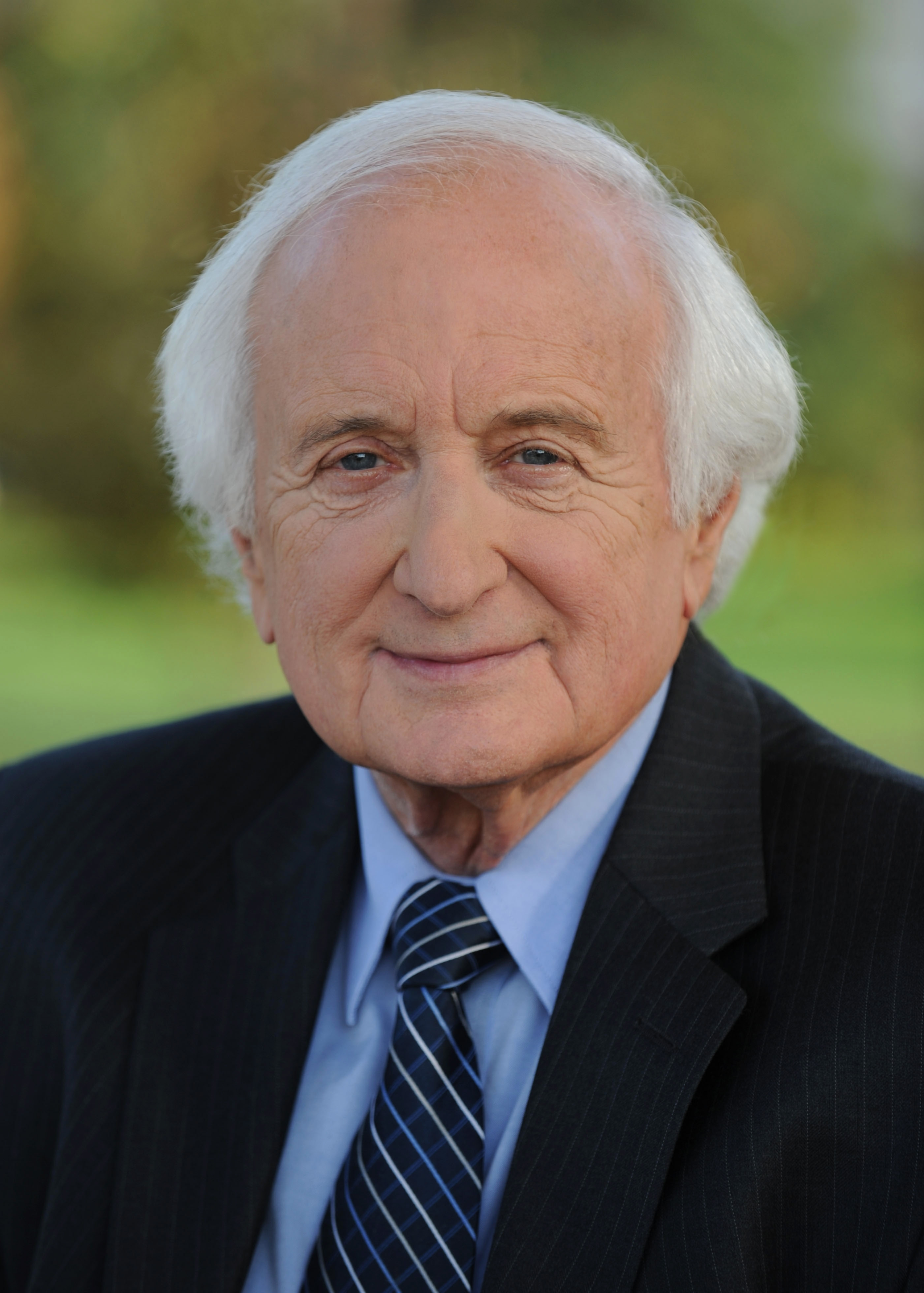
Sander Levin

- Sander Boschker, calciatore olandese
- Sander Gommans, chitarrista olandese
- Sander Groen, tennista olandese
- Sander Levin, politico e avvocato statunitense
- Sander Post, calciatore estone
- Sander Puri, calciatore estone
- Sander Solberg, calciatore norvegese
- Sander van Doorn, disc jockey, produttore discografico e remixer olandese
- Sander van Huijksloot, calciatore olandese
- Sander Westerveld, calciatore olandese

### Variante Santeri

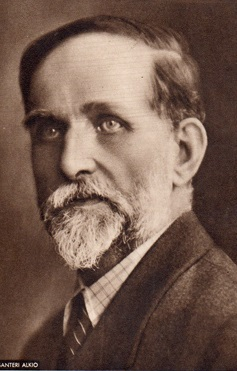
Santeri Alkio

- Santeri Alkio, scrittore e politico finlandese
- Santeri Kallio, tastierista finlandese
- Santeri Paloniemi, sciatore alpino finlandese

### Variante Sandi
- Sandi Arčon, calciatore sloveno
- Sandi Čebular, cestista sloveno
- Sandi Simcha DuBowski, regista e produttore cinematografico statunitense

### Altre varianti
- Xander Berkeley, attore e doppiatore statunitense
- Sandrino Contini Bonacossi, partigiano, scrittore e curatore d'arte italiano
- Zander Schloss, attore, compositore e bassista statunitense

## Il nome nelle arti
- Zander è un personaggio del film del 1925 Zander the Great, diretto da George W. Hill.
- Xander Harris è un personaggio della serie televisiva Buffy l'ammazzavampiri.
- Sandro Sondrio è un personaggio della serie televisiva Mario.